# بانتن
بانتن  (به لاتین: Banten) یک استان در اندونزی است که در جنوب این کشور واقع شده‌است.

بانتن یکی از استان‌های اندونزی است که در جزیرهٔ جاوه واقع شده‌است. این استان پیش‌تر بخشی از استان جاوهٔ غربی بوده‌است؛ ولی در سال ۲۰۰۰ مطابق با قانون شمارهٔ ۲۳ از این استان جدا شده و استان مستقلی را تشکیل داده‌است.

## خصوصیات
بانتن  ۹٬۶۶۲٫۹۲ کیلومترمربع مساحت و ۱۱٬۸۳۴٬۰۸۷ نفر جمعیت دارد.
برپایهٔ نتایج اولیهٔ سرشماری سال ۲۰۱۰ مرکز آمار اندونزی، جمعیت بانتن در این سال بالغ بر ۱۰٬۶۰۰٬۰۰۰ نفر بوده‌است. براساس نتایج طرح‌های آماری نیز جمعیت این استان ۹٬۹۶۰٬۰۰۰ نفر تخمین زده شده‌است. مرکز اداری بانتن، شهر سرانگ است.

## جمعیت‌شناسی
از لحاظ ترکیب قومیتی، بانتنی‌ها ۴۷ درصد، سوندایی‌ها ۲۳ درصد، جاوهای‌ها ۱۲ درصد، بتاوی‌ها ۱۰ درصد و چینی‌ها ۱ درصد از ساکنان بانتن را تشکیل داده‌اند. از لحاظ ترکیب مذهبی، مسلمانان ۹۶٫۶ درصد، پروستان‌ها ۱٫۲ درصد، کاتولیک‌ها ۱ درصد، بوداییها ۰٫۷ درصد و هندوها ۰٫۴ درصد از اهالی این استان را شامل می‌شوند. زبان‌های اندونزیایی، جاوه‌ای و سوندایی از مهم‌ترین زبان‌های رایج در بانتن به شمار می‌رود.

## نگارخانه

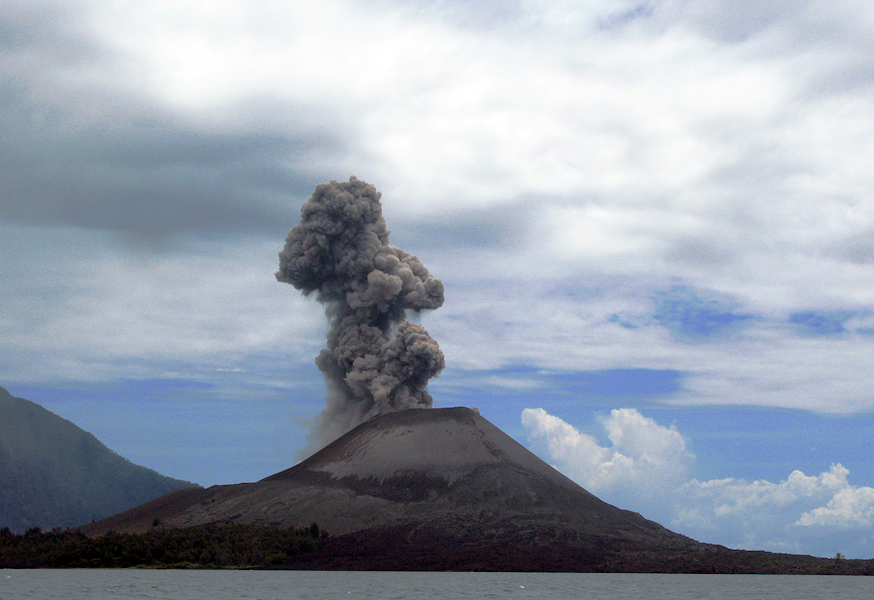
کوه کراکاتوآ در تنگه سوندا